# Konami Kanata
Konami Kanata (jap. こなみ かなた, Kanata Konami; Nagano, 3 de julio de 1958) es una autora de manga japonesa conocida por sus obras protagonizadas por gatos. Es la creadora de la serie Chi's Sweet Home (El Dulce Hogar de Chi), que narra la vida de una pequeña gata llamada Chi y de la familia que la acoge.

## Trayectoria
Su primer manga, Puchi Neko Jamu Jamu (jap. ブチねこジャムジャム, ), se publicó en 1982 en la revista Nakayoshi, de la editorial Kōdansha, y ya tenía como protagonista a un gato. Entre 1986 y 2004 , publicó también en Kōdansha, la serie La abuela y su gato gordo (Fuku Fuku Funyan, jap. ふくふくふにゃ～ん), que apareció de 1988 a 1994 en la revista Me, y de 1994 hasta el fin de la serie en 2004, en la revista BE Love.
Una de sus obras más conocidas es la serie Chi's Sweet Home publicada entre 2004 y 2015, que cuenta las aventuras de una pequeña gata llamada Chi, que se pierde y es adoptada por la familia Yamada. El manga tuvo tanto éxito que fue adaptado en una serie anime por Madhouse en 2008 y 2009.
En 2014, inicia las aventuras de Fuku-Fuku Funya~n Koneko da nyan, un spin-off de La abuela y su gato gordo que narra los primeros años de Fuku-Fuku.